# بنك الخليج المتحد
بنك الخليج المتحد هو مصرف تجاري يقع في المنامة عاصمة البحرين. تأسس في عام 1980. يعمل بنك الخليج المتحد بموجب ترخيص مصرفي بالجملة من مصرف البحرين المركزي وهو مدرج في سوق البحرين للأوراق المالية. من عام 1988 صار عضو في شركة مشاريع الكويت القابضة (كيبكو).
برج بنك الخليج المتحد يحتوي على عناصر من الهندسة المعمارية المحلية وميزات توفير الطاقة للمباني المكتبية الشاهقة.